# Blaise Giezendanner
Pour les articles homonymes, voir Giezendanner.
Blaise Giezendanner est un skieur alpin français né le 29 novembre 1991 à Chamonix. Il est spécialiste des épreuves de vitesse (descente et super G). il obtient son premier podium en Coupe du monde à 30 ans, en se classant troisième de la descente de Kitzbühel le 21 janvier 2022.

## Biographie
Licencié au club de Chamonix, il commence sa carrière dans des compétitions officielles de la Fédération internationale de ski lors de la saison 2006-2007.
Il participe à sa première course en Coupe d'Europe en janvier 2009. Il obtient son premier podium dans la compétition en janvier 2015 à la descente de Val d'Isère.
Il fait ses débuts en Coupe du monde en mars 2013.
Il y marque ses premiers points durant la saison 2014-2015. Il signe son premier top 10 en février 2016 avec une 8e place au super G de Jeongseon. En 2017, il est sélectionné pour ses premiers championnats du monde à Saint-Moritz, prenant la 14e place du super G.
Il est aussi médaillé d'or du super G et médaillé d'argent de la descente ainsi que du combiné à l'Universiade d'hiver de 2013.
Il se blesse à deux ligaments du genou droit lors de l'avant-saison en septembre 2017, ce qui l'amène à être absent des compétitions pour une durée estimée de trois mois.
Il fait son retour à temps pour les Jeux olympiques d'hiver de 2018, Pyeongchang, réussissant de manière surprise à prendre la quatrième place au super G, devant Aksel Lund Svindal notamment. Cet hiver, il a fini neuvième du super G pour son premier top dix depuis trois ans.
Le 21 janvier 2022, alors qu'en Coupe du monde, il n'a jamais obtenu mieux qu'une huitième place en descente, Blaise Giezendanner crée la surprise sur la Streif de Kitzbühel : alors que le classement de la course semble figé, Aleksander Aamodt Kilde s'imposant devant Johan Clarey et Matthias Mayer tenant la troisième place à 67/100e, il s'élance avec le dossard n°43,  et gagne sa place sur le podium (le premier de sa carrière à 30 ans) en passant la ligne d'arrivée 4/100e devant Mayer. Le mois suivant, aux Jeux olympiques de Pékin, il signe encore un top dix en super G avec le neuvième rang.

## Palmarès

### Jeux olympiques
| Édition / Épreuve   | Descente | Super G |
| ------------------- | -------- | ------- |
| JO 2018 Pyeongchang | -        | 4e      |
| JO 2022 Pékin       | 26e      | 9e      |

### Championnats du monde
| Édition / Épreuve | Super G |
| ----------------- | ------- |
| 2017 Saint-Moritz | 14e     |

### Coupe du monde
- Meilleur classement général : 62e en 2017.
- 1 podium (en descente).

#### Classements par saison
| Saison / Classement | Saison / Classement | Général | Général | Descente | Descente | Slalom | Slalom | Slalom géant | Slalom géant | Super G | Super G | Combiné | Combiné |
| ------------------- | ------------------- | ------- | ------- | -------- | -------- | ------ | ------ | ------------ | ------------ | ------- | ------- | ------- | ------- |
| Saison / Classement | Saison / Classement | Class.  | Points  | Class.   | Points   | Class. | Points | Class.       | Points       | Class.  | Points  | Class.  | Points  |
| 2015                | 2015                | 147e    | 4       | 57e      | 4        | -      | -      | -            | -            | -       | -       | -       | -       |
| 2016                | 2016                | 65e     | 138     | 29e      | 72       | -      | -      | -            | -            | 32e     | 40      | 23e     | 26      |
| 2017                | 2017                | 62e     | 118     | 34e      | 35       | -      | -      | -            | -            | 23e     | 64      | 25e     | 19      |
| 2018                | 2018                | 89e     | 48      | 55e      | 1        | -      | -      | -            | -            | 25e     | 47      | -       | -       |
| 2019                | 2019                | 101e    | 41      | 50e      | 10       | -      | -      | -            | -            | 35e     | 28      | 41e     | 3       |
| 2020                | 2020                | 108e    | 40      | 57e      | 4        | -      | -      | -            | -            | 32e     | 26      | 34e     | 10      |
| 2021                | 2021                | 80e     | 77      | 54e      | 12       | -      | -      | -            | -            | 21e     | 75      | -       | -       |

### Universiades
- Trentin 2013 :
- Médaille d'or du super G.
- Médaille d'argent de la descente.
- Médaille d'argent du combiné.

### Coupe d'Europe
- 2 podiums.

### Championnats de France

#### Élite
- Vice-champion de France de super G en 2017 et 3e en 2016 et 2018.
- 3e des Championnats de France de descente en 2016.

#### Jeunes
- Champion de France junior de descente en 2011.